# Dieselmotoren für die Kaiserliche Marine
Die Entwicklung und der Bau von Dieselmotoren für die Kaiserliche Marine in Deutschland wurden nach der Verabschiedung der Flottengesetze besonders vorangetrieben. Die Flottengesetze stellten im deutschen Kaiserreich die gesetzliche Grundlage für den Bau der deutschen Flotte vor dem Ersten Weltkrieg dar. Daraus folgte ein hoher Bedarf an Antriebsaggregaten für Kriegsschiffe.

## Einführung

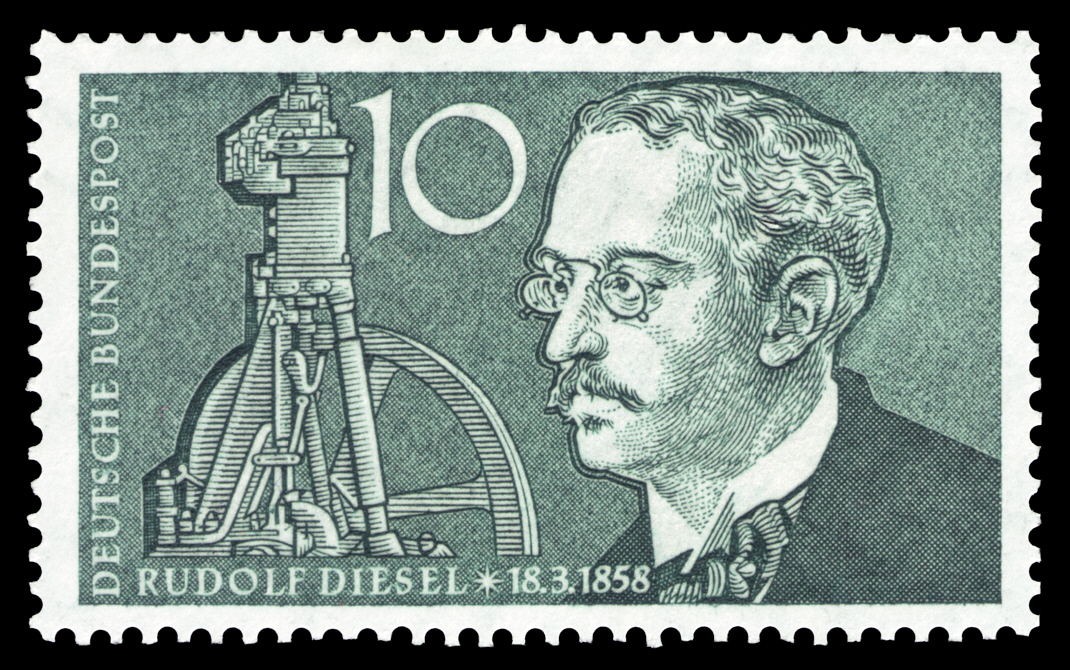
Rudolf Diesel mit seinem Ölmotor, wie Dieselmotoren anfangs hießen

Als einer der ersten Entwickler und Unternehmer suchte Rudolf Diesel parallel zum Schriftwechsel mit dem Münchener Patentamt eine Firma für den Bau seines neu entwickelten Motorprinzips. Nach längeren Verhandlungen erklärte sich erst die Maschinenfabrik Augsburg, ab 1908 Augsburg-Nürnberg MAN, und bald auch Krupp bereit, nach den Entwürfen Diesels einen Motor zu finanzieren. Dafür wurden sie Mitinhaber von Diesels Patenten.

## Versuchsmaschinen ab 1893

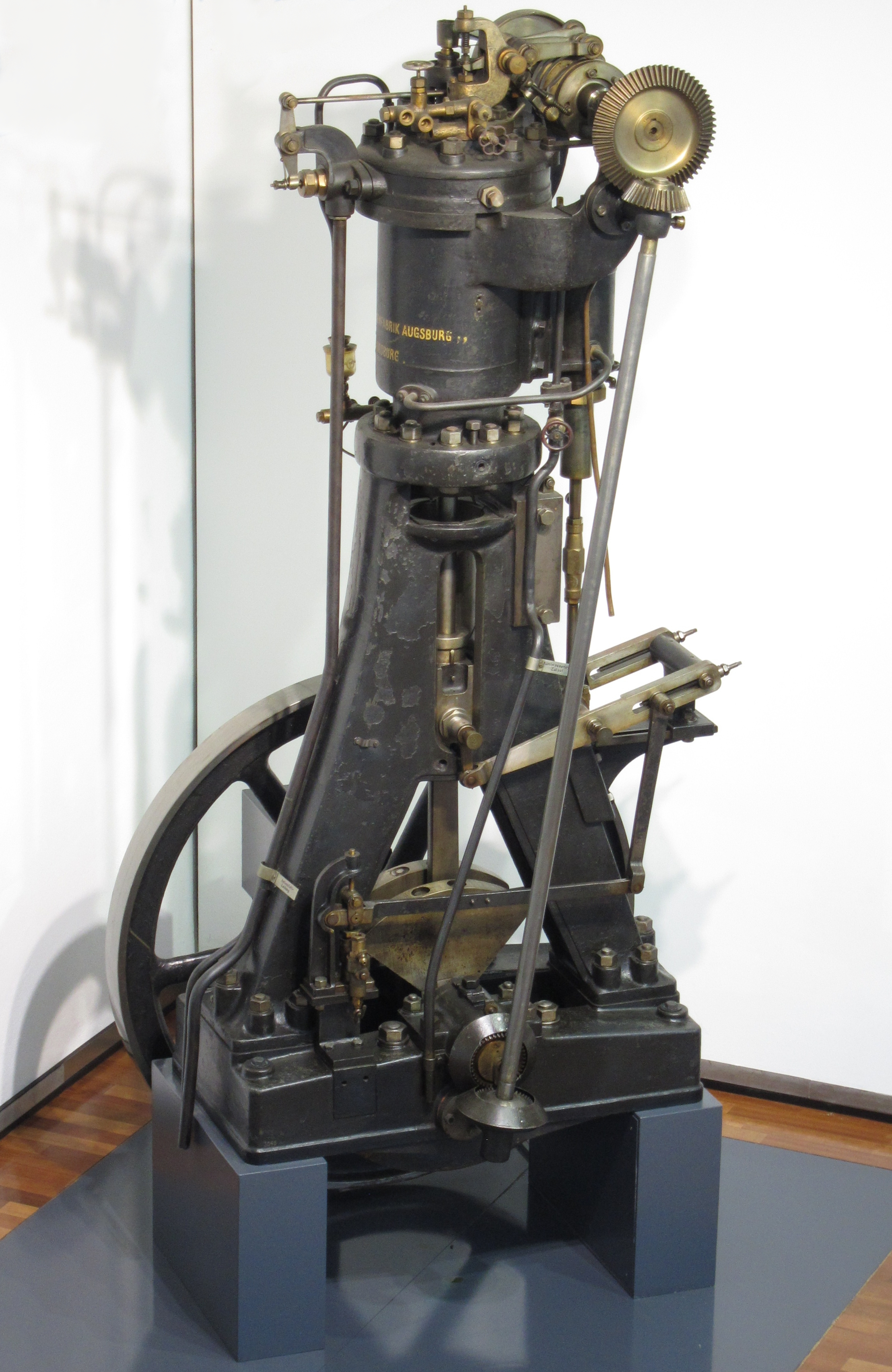
Erster Versuchsmotor in Augsburg

Diese erste Versuchsmaschine wurde 1893 bei MAN in Augsburg als Viertaktmotor zunächst, wie im Patent formuliert, ohne Kühlung ausgeführt und fremd angetrieben. Bei diesen Versuchen gelang es nicht, den Motor mit eigener Kraft zum Laufen zu bringen. Da die Kühlung fehlte, war ohne Zerstörung des Motors immer nur eine kurze Betriebszeit möglich. Das unmittelbare Einspritzen des Kraftstoffs bereitete Schwierigkeiten, denn mit der damaligen Technik konnte man noch keine Einspritzpumpen mit der erforderlichen Genauigkeit herstellen. Deshalb änderte Diesel das Einspritzverfahren. Es wurde nun mit Druckluft Petroleum zum Zündzeitpunkt in den Zylinder eingeblasen. Druckluft wurde später auf Schiffen auch zum Anlassen der Dieselmotoren genutzt.

### Der zweite Motor 1894
Der mit Wasserkühlung versehene zweite Motor drehte sich 1894 zum ersten Mal mit eigener Kraft. Es bedurfte aber noch vieler Versuche, Berechnungen und konstruktiver Änderungen, bis die Maschine betriebsreif war.

### Der dritte Motor 1897
1897 konnte Diesel seinen dritten Motor einem größeren Kreis von Interessenten vorführen. Professor Schröter aus München untersuchte den Motor auf dem Prüfstand und ermittelte eine Leistung von 18 PS (13,1 kW) bei 154 Umdrehungen je Minute. Der Kraftstoffverbrauch betrug 238 g/PSh (324 g/kWh). Mit diesem spezifischen Kraftstoffverbrauch unterbot der Dieselmotor alle bis dahin gebauten Wärmekraftmaschinen.
So war es Diesel mit Hilfe von Krupp und MAN gelungen, die wirtschaftlichste Wärmekraftmaschine seiner Zeit zu schaffen. Beide Hersteller, besonders MAN standen lange an der Spitze der Entwicklung von Schiffsdieselmotoren. Auch heute noch ist MAN mit ihren zahlreichen Patentnehmern einer der führenden Wettbewerber im Schiffsdieselmotorenbau.

## Umsetzung in der Schifffahrt

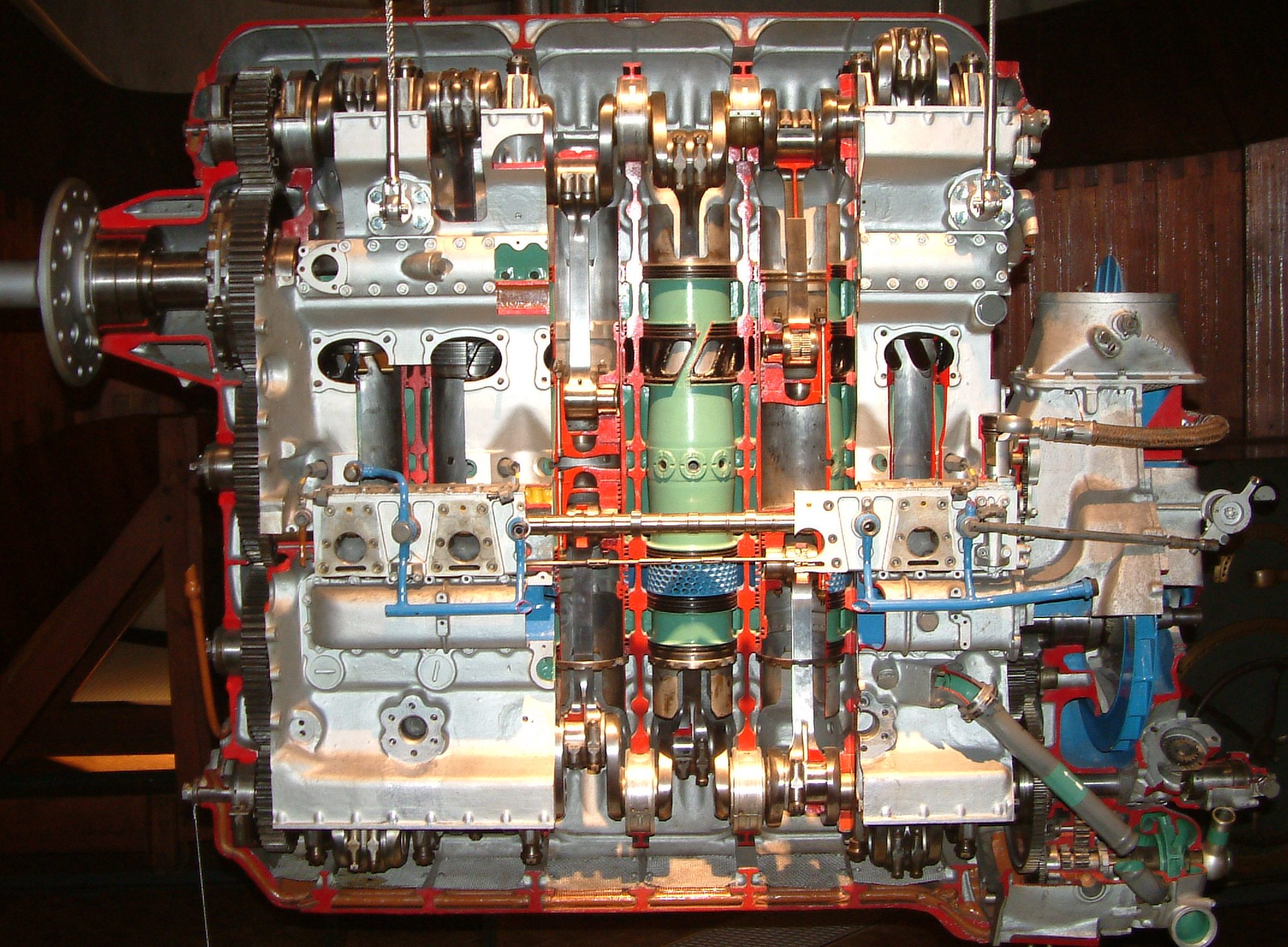
Junkers Motorideen setzten sich in der Schifffahrt (Doxford) und in der Luftfahrt (Jumo 205) durch

Trotz der überzeugenden Vorteile war man in Schifffahrtskreisen bezüglich der Anwendung der neuen Technik sehr zurückhaltend, man wartete auf Beweise der Bewährung – mit Recht, denn in der Weiterentwicklung sollte es viele Rückschläge geben. Weltweit wurden aber inzwischen durch Lizenznehmer Dieselmotoren gebaut und weiterentwickelt. Der 1897 erfolgreich erprobte Dieselmotor ermöglichte im Vergleich zum Dampfantrieb kompakte Antriebsanlagen, die etwa ab 1900 auf Fluss- und Seeschiffen erprobt wurden, zunächst jedoch ohne Erfolg. Auf der Vandal und dem Schwesterschiff Sarmat, beides russische Flusstanker, bewährte sich der Dieselantrieb jedoch schon 1902/1903. Der 1100 Tonnen tragende Tanker Vandal hatte drei mittschiffs angeordnete, nicht umsteuerbare Dieselmotoren zu je 120 PS (88 kW) des schwedischen Herstellers Aktiebolaget Diesels Motorer, die mit elektrischen Fahrmotoren nach dem Prinzip von del Proposto auch rückwärts fahren konnten.
Besonders viel ereignete sich natürlich an der Geburtsstätte des Motors, dem MAN-Werk in Augsburg, sowie bei Krupp, aber auch bei Deutz und Sulzer. Bei der Bauweise war man von den der Dampfkolbenmaschine nachempfundenen offenen Gestellen teilweise schon zu den geschlossenen Motorgehäusen übergegangen mit gleichzeitiger Einführung der Druckumlaufschmierung der Triebwerkslager. 1908 bildeten MAN und Blohm & Voss eine Studiengemeinschaft zur Entwicklung eines langsamlaufenden doppeltwirkenden Zweitaktmotors für die Handelsmarine, da innovative Reeder hier Bedarf zeigten. Daraus entstand 1915 Fritz, das erste Handelsschiff mit doppeltwirkenden Zweitakt-Dieselmotoren. Außerdem wurde versucht, auch beim Reichsmarineamt (RMA) Interesse für diesen Motortyp zu wecken.

## Verfahren, Bauarten und Ladungswechsel

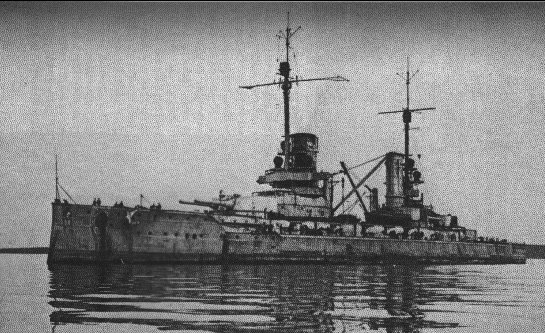
Das Linienschiff Prinzregent Luitpold sollte als Mittelmaschine den 12.000-PS-Dieselmotor erhalten

Bei der MAN wurde 1901 der erste Tauchkolbenmotor, also ohne Kreuzkopf gebaut. Man unterscheidet Kreuzkopf-, Tauchkolben- und Gegenkolbenmotoren mit und ohne Kreuzkopf. Der von Junkers mitentwickelte Gegenkolbenmotor wurde später von Doxford zu einer bewährten Schiffshauptmaschine weiterentwickelt. Der Gegenkolbenmotor ist in Schiffen nur als Zweitakter gebaut worden, mit oder ohne Kreuzkopf, später sogar ohne Kurbelwelle als Junkers-Freikolbenluftkompressor oder nach dem Patent von Raúl Pateras Pescara als Modag-Freikolben-Treibgaserzeuger für Gasturbinen.
Die Ventile für den Ladungswechsel, die Brennstoffeinblasung und das Anlassen wurden über Nocken gesteuert, Hauptmotoren konnten bereits durch Verschieben der Nocken umgesteuert werden; Sulzer ab 1906, MAN ab 1907. Die Zweitakt-Motoren benötigten für den Ladungswechsel einen Spülluftüberdruck, der von angehängten Pumpen erzeugt wurde. Außerdem ging man von der ursprünglichen Längsspülung durch Einlass-Spülventile im Zylinderdeckel und Auslassschlitze in der Zylinder-Laufbuchse weitgehend zur reinen Schlitzsteuerung durch den Arbeitskolben über, z. B. Sulzer 1909 zur Querspülung, MAN zur Umkehrspülung. Hier wurden dann nur die Anlass- und Brennstoffnocken umgesteuert. Der Brennstoff wurde unverändert durch Einblasen mit Druckluft in die Zylinder befördert, deren Druck von circa 60 bar in der Regel von einem dreistufigen angehängten Kompressor erzeugt wurde.

## Dieselmotoren für Schlachtschiffe der Deutschen Kaiserlichen Marine
Bei der Entwicklung von praxistauglichen U-Booten spielte der Antrieb eine entscheidende Rolle. Hier konnte der Dieselmotor als 4-Taktmotor (MAN) oder als 2-Taktmotor (Krupp Germaniawerft) seine Vorteile beweisen und löste alle anderen Primärantriebe (Dampf, Druckluft, Ottomotor, Petroleummotor) ab. Lag die Zylinderleistung 1901 bei 30 PS (22 kW), erreichten Motoren der MAN 1909 bereits 200 PS (147 kW). Zu dieser Zeit zeigte das Reichsmarineamt großes Interesse an Langsamläufern mit 2.000 PS (1470 kW) pro Zylinder. Mit sechs Zylindern sollte diese Maschine 12.000 PS (8820 kW) leisten.

### Doppeltwirkende Zweitaktmotoren mit 2.000 PS pro Zylinder
Bei MAN-Nürnberg hatte Anton von Rieppel eine doppeltwirkende Zweitaktmaschine mit der extrem hohen Leistung von 12.000 PS für ausführbar erklärt, ebenso wie die Motorenbauer der Krupp-Germaniawerft.

## Werk Nürnberg der MAN

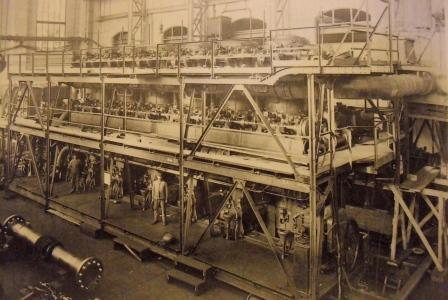
MAN Nürnberg-Versuchsmotor SN 1200/6 mit 12.000 PS 1914 fertig montiert

Das Werk Nürnberg der MAN hatte nach Vorgesprächen mit dem RMA, u. a. beteiligt waren die Ingenieure Rudolf Veith und Wilhelm Laudahn, von der Marineleitung den Auftrag für diesen Versuchsmotor 1910 erhalten. Er sollte anfangs als Dreizylindermotor mit 850 mm Kolbendurchmesser und 1050 mm Hub gebaut und erprobt werden. Als Sechszylindermotor sollte er dann als wirtschaftliche Mittelmaschine des geplanten Linienschiffes Prinzregent Luitpold dienen. In Nürnberg wurde mit dieser Arbeit im März 1910 an einer Dreizylinder-Maschine begonnen, und nach mehrfacher Änderung der Konstruktion des Arbeitszylinders wurden die thermischen Spannungen beherrscht. Immer wieder führten die hohen Beanspruchungen zu Rissen oder Brüchen. Bei einem schweren Unglück im Januar 1912 verloren zehn Mitarbeiter von Rieppel ihr Leben, 14 wurden schwer verletzt. Die Konstruktion der Motoren war sehr aufwendig. Jeder der oberen und unteren Zylinderdeckel hatte vier Brennstoff- und vier Spülventile, die durch vier Steuerwellen mechanisch betätigt wurden. Die zwei druckluftgesteuerten Anlassventile im oberen und unteren Zylinderdeckel hatten zugleich die Funktion eines Sicherheitsventils. Die Nürnberger Sechszylinder-Maschine lief im Februar 1914 zum ersten Mal und wurde bis September behutsam mit 10.000 PS belastet.
Der Brennstoff wurde mit Einblaseluft eingebracht, die von einem dreistufigen 600-PS-Kompressor erzeugt wurde, der außerdem auch für die Anlassluft sorgte. Die waagerecht angeordneten Brennstoffventile und Plattenzerstäuber ergaben im Leistungsbereich um 10.000 PS eine unzureichende Verbrennung. Die Ergebnisse mit Hülsenzerstäuber waren erheblich besser, die Abgasfärbung nahm ab, und die Leistung stieg bei geringerem Brennstoffverbrauch.
Inzwischen hatte der Erste Weltkrieg begonnen, Gasöl wurde bald knapp und die Versuche wurden erschwert durch Verwendung von Steinkohlenteeröl in Kombination mit Zündöl. Die dazu notwendigen Vorversuche wurden auf einem einzylindrigen Versuchsmotor gefahren, der im April 1915 erstmals und im Mai bereits 72 Stunden mit 2.130 PS mit Teeröl lief. Die Umstellung des Sechszylindermotors auf Teeröl dauerte dann bis 1917. Am 24. März 1917 wurde für zwölf Stunden die Leistung von 12.200 PS bei 135/min gefahren und Ende März erfolgte die Hauptabnahme. Dabei verbrauchte der Motor 214 g/PSh Teeröl und 29 g/PSh Zündöl. Die ingenieurtechnische Leistung wurde wegen des Krieges kaum gewürdigt, andere Heldentaten standen inzwischen im Vordergrund.

## Krupp-Germaniawerft

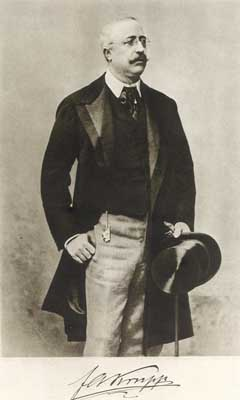
Friedrich Alfred Krupp (1854–1902) in 1900

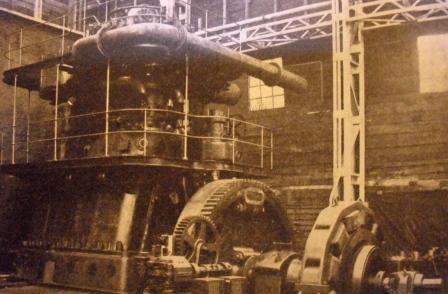
Krupp Germaniawerft, 1913 Einzylinderversuchsmotor für 2000 PS

Im Mai 1911 erhielt die Krupp-Germaniawerft vom RMA den Auftrag für eine Dreizylinder-Maschine mit 6.000 PS (4410 kW), 875 mm Kolbendurchmesser und 1050 mm Hub, die als Versuchsmaschine gedacht war. Nach erfolgreicher Erprobung sollte sie anschließend als Sechszylinder-Maschine mit 12.000 PS ausgebaut werden. Die Germaniawerft hatte jedoch aus eigenem Antrieb schon vorher mit einem Einzylinder-Motor gleicher Abmessungen begonnen. Bei der Krupp-Germaniawerft wurden die Spül- und Brennstoffventile ölhydraulisch mit Rizinusöl betätigt. Die Zylinderkonstruktion wurde nach ersten Versuchen völlig geändert. Risse erforderten eine dritte und vierte Konstruktion. Dann ließ man die Spülventile weg und ging von der Gleichstrom- zur Querspülung über. Hier konnte man die Ventile durch Schlitze ersetzen. Zur möglichst vollständigen Spülung erhielten die Kolbenstangen jetzt Ablenkerflächen, die die Strömung beeinflussten. Nach ersten Versuchen mit einer Einzylindermaschine war die Dreizylindermaschine im Juli 1912 für Prüfstandversuche fertig. Im Mai 1914 wurde eine Zylinderleistung von 1760 PS (1293 kW) bei 150/min erreicht, eine höhere Belastung vertrugen die Kolben nicht. Daher wurden neue Kolben konstruiert, die Bronzehaube wurde durch eine Stahlgusshaube ersetzt. Damit wurden 1.800 PS (1323 kW) pro Zylinder ermöglicht und die Marineleitung erteilte die Genehmigung zum Ausbau als Sechszylindermaschine, die im August 1916 fertiggestellt war. Im Mai 1917 wurden 10.600 PS (7791 kW) bei 140/min während einer fünftägigen Dauererprobung gefahren, für eine Stunde wurden 12.060 PS (8864 kW) bei 150/min erreicht. Ähnlich wie bei der MAN-Maschine wurden die Leistungen der an diesem Erfolg beteiligten Ingenieure, Techniker und des Versuchspersonals kaum gewürdigt, denn der Krieg war inzwischen fast verloren. Die Marine hatte andere Sorgen, die Maschinen wurden weitgehend verschrottet und so gerieten die 12.000-PS-Maschinen schnell in Vergessenheit.